# Nicolas-René Berryer
Nicolas-René Berryer, conte di La Ferrière (Parigi, 4 marzo 1703 – Versailles, 15 agosto 1762), è stato un politico, magistrato e nobile francese.

## Biografia
Nicolas René Berryer era figlio di Nicolas Berryer, procuratore generale del Grand Conseil, e di sua moglie, Élisabeth Nicole Ursule d'Arnollet de Lochefontaine. Inizialmente "avocat général aux requêtes de l'hôtel", nel 1728 divenne "avocat général des brevets" e, nel 1731, "conseiller à la cinquième chambre des enquêtes du Parlement de Paris".
Nel 1738, sposò una ricca ereditiera, figlia del fermiere generale (un ruolo di esattore di tasse privato), Catherine Madeleine Jorts de Fribois: la moglie, bella e socievole, contribuì all'avanzamento del marito nella sua carriera. Nel 1739, divenne maître des requêtes e poi presidente del Grand Conseil prima di essere nominato intendente di Poitou (1743–1747).
Fu amico di Madame de Pompadour, che gli fece ottenere il ruolo di Lieutenant général de police non appena divenne "maîtresse en titre" di Luigi XV di Francia. Mantenne tale incarico dal maggio del 1747 all'ottobre del 1757. Incaricato di proteggere la relazione tra il re e la Pompadour, creò un "cabinet noir" per mantenere la corrispondenza postale dei nemici dello stato sotto stretta sorveglianza. In questo gabinetto caddero diversi personaggi invisi alla Pompadour, in particolare Jean-Frédéric Phélypeaux de Maurepas e Marc-Pierre de Voyer de Paulmy d'Argenson. Ad ogni modo non fu in grado di identificare e bloccare gli autori di diversi libelli contro la Pompadour.
Secondo Tocqueville, Berryer era un uomo "duro, altezzoso e crudele, molto ignorante e ancor più presuntuoso e testardo" ("un homme dur, hautain, grossier, avec beaucoup d'ignorance et encore plus de présomption et d'entêtement"). La sua brutalità gli valse l'odio dalla popolazione di Parigi, come sapeva bene: infatti un giorno, convocato al parlamento dal suo presidente, disse di non poter attraversare Parigi perché la folla lo avrebbe ucciso e ne avrebbe mangiato il cuore.
Il 1º novembre 1758, ancora sotto  protezione di Madame de Pompadour, e col supporto del duca Étienne François de Choiseul e del maresciallo de Belle Isle, venne nominato segretario di stato per la marina. Si occupò principalmente di riformare l'amministrazione della marina militare francese, e risultò fondamentale nel bloccare i piani di Belle-Isle, suo ex protettore, per lanciare un'invasione dell'Inghilterra attraverso il canale della Manica. Con la sua  brutalità, represse gli abusi che  credeva di vedere nell'amministrazione del Canada francese, punendo duramente i colpevoli.
Il 13 ottobre 1761, Luigi XV lo rimpiazzò con il duca di Choiseul ma, pur di mantenerlo al suo servizio, lo nominò garde des sceaux (letteralmente guarda sigilli), incarico che ricoprì sino al 15 settembre dell'anno successivo.
Ebbe una sola figlia, Marie Élisabeth Berryer, che andò in sposa a Chrétien François de Lamoignon de Basville (garde des sceaux dal 1787) il 4 settembre 1758.